# 吴堡乡
吴堡乡是中国陕西省延安市志丹县下辖的一个乡。

## 行政区划
吴堡乡下辖以下行政区：
双庙村、赵畔村、李渠村、纸坊村、榆树洼村、陈山村、曹河村、王老庄村、阳圪崂村、上湾村、王台村